# Campeonato Nacional da Guiana Francesa
O Campeonato Nacional da Guiana Francesa é a principal competição de futebol realizada na Guiana Francesa. É organizado pela Ligue de Football de La Guyane Française e sua primeira edição ocorreu no ano de 1962.
Atualmente, a divisão principal (Division d'Honneur) é disputada por 12 equipes, sendo as duas últimas rebaixadas para a Segunda Divisão (Promotion d'Honneur). O campeão garante vaga no Caribbean Club Shield.

## Títulos por clube
| Clube                          | Cidade    | Títulos                                                                                                |
| ------------------------------ | --------- | --- |
| Le Geldar                      | Kourou‎    | 11 (1984–85, 1987–88, 1988–89, 2000–01, 2003–04, 2004–05, 2007–08, 2008–09, 2009–10, 2012–13, 2017-18) |
| Le Sport Guyanais              | Caiena‎    | 9 (1963–64, 1965–66, 1966–67, 1967–68, 1968–69, 1970–71, 1972–73, 1973–74, 1985–86)                    |
| Club Colonial / CSC de Cayenne | Caiena‎    | 7 (1976–77, 1977–78, 1978–79, 1990–91, 1991–92, 1995–96, 2014–15)                                      |
| Matoury                        | Matoury‎   | 7 (2002–03, 2005–06, 2010–11, 2011–12, 2013–14, 2015–16, 2016–17)                                      |
| Saint-Georges                  | Caiena‎    | 6 (1964–65, 1982–83, 1983–84, 1998–99, 1999–00, 2001–02)                                               |
| Sinnamary                      | Sinnamary‎ | 3 (1992–93, 1993–94, 1996–97)                                                                          |
| Javouhey                       | Mana‎      | 2 (1994–95, 1997–98)                                                                                   |
| Étoile Matoury                 | Matoury   | 2 (2022-23, 2023-24)                                                                                   |
| Kouroucien                     | Kourou‎    | 1 (1999–00)                                                                                            |
| Macouria                       | Macouria  | 1 (2006–07)                                                                                            |
| Racing Club                    | Caiena‎    | 1 (1962–63)                                                                                            |
| ASC Agouado                    | Apatou    | 1 (2018-19)                                                                                            |
| Olympique de Cayenne           | Caiena‎    | 1 (2019-20)                                                                                            |

## Artilheiros
| Ano     | Goleador           | Time                    | Gols |
| 2004–05 | Saint-Ange Golitin | AJ Saint-Georges        | 20   |
| 2005–06 | Guy Diagne         | Le Geldar               | 23   |
| 2006–07 | Anson Hudson       | Union Sportive Macouria | 19   |